# 発注歓迎!リベンジャーズ
『発注歓迎!リベンジャーズ』（はっちゅうかんげい!リベンジャーズ）は、2017年1月15日（14日深夜）から9月29日（28日深夜）までテレビ朝日で放送されたバラエティ番組。2018年からはAbemaTVで配信された。

## 概要
知名度も実力も備えているものの、レギュラー番組を失うなどして活躍の場が無くなりつつあるかつての人気芸人たち。そんな彼らを番組は「リベンジャーズ」と呼んで起用し、世界各地に氾濫するさまざまな疑わしい情報を身体を張って検証させる。
当初は毎週日曜 3:30 - 4:00 （土曜深夜）に放送されていたが、同年4月7日（6日深夜）からは『ネオバラ3』枠の番組として毎週金曜 1:56 - 2:21 （木曜深夜）に放送されていた。
なお、2017年3月31日には金曜23:15 - 翌0:15枠でスペシャル版を放送した。
2018年6月3日より、AbemaTV『バラエティーステーションpresented by テレ朝』枠の単発番組として再開。

## 放送リスト
| 回  | 放送日         | 内容                                                 | リベンジャー                 |                              |
| --- | -------------- | ---------------------------------------------------- | ---------------------------- | ---------------------------- |
| #01 | 2017年 1月15日 | 世界最大級の巨大ウナギを釣り上げ うな丼にして食べよ! | 柴田英嗣（アンタッチャブル） | 柴田英嗣（アンタッチャブル） |
| #02 | 1月22日        | クリスマスに野生の七面鳥を狩り 丸焼きにして食べよ    | 柴田英嗣（アンタッチャブル） | 柴田英嗣（アンタッチャブル） |
| #03 | 1月29日        | 43年間寝てない男は本当に寝てないか密着して確かめる   | 井上聡（次長課長）           |                              |
| #04 | 2月5日         | 43年間寝てない男は本当に寝てないか密着して確かめる   | 井上聡（次長課長）           |                              |
| #05 | 2月12日        | 100億円の巨大真珠を探索せよ!                         | 加藤歩（ザブングル）         |                              |
| #06 | 2月19日        | 100億円の巨大真珠を探索せよ!                         | 加藤歩（ザブングル）         |                              |
| #07 | 2月26日        | 新種の昆虫を採取せよ!                                | 河本準一（次長課長）         |                              |
| #08 | 3月5日         | 新種の昆虫を採取せよ!                                | 河本準一（次長課長）         |                              |
| #09 | 3月12日        | 雪だるまを北海道から沖縄まで運べ                     | スギちゃん                   |                              |
| #10 | 3月19日        | 雪だるまを北海道から沖縄まで運べ                     | スギちゃん                   |                              |
| #11 | 3月25日        | 雪だるまを北海道から沖縄まで運べ                     | スギちゃん                   |                              |
| SP  | 3月31日        | 世界最恐の幽霊墓地に本当に霊が出るのか確かめろ!      | 加藤歩（ザブングル）         |                              |
| SP  | 3月31日        | 自撮りするパンダのカラクリを確かめろ!                | 庄司智春（品川庄司）         | 庄司智春（品川庄司）         |
| #12 | 4月2日         | 石の靴を履いて体を鍛える男を調査                     | 庄司智春（品川庄司）         | 庄司智春（品川庄司）         |
| #13 | 4月7日         | イギリスの電気女は本当に電気を操れるのか確認せよ     | 井上聡（次長課長）           |                              |
| #14 | 4月14日        | イギリスの電気女は本当に電気を操れるのか確認せよ     | 井上聡（次長課長）           |                              |
| #15 | 4月21日        | 大富豪が隠した3億円の財宝を見つけ出せ!               | 田村裕（麒麟）               |                              |
| #16 | 4月28日        | 大富豪が隠した3億円の財宝を見つけ出せ!               | 田村裕（麒麟）               |                              |
| #17 | 5月5日         | 大富豪が隠した3億円の財宝を見つけ出せ!               | 田村裕（麒麟）               |                              |
| #18 | 5月12日        | 50万円高額壺を鹿児島から東京まで運べ                 | 柴田英嗣（アンタッチャブル） |                              |
| #19 | 5月19日        | 50万円高額壺を鹿児島から東京まで運べ                 | 柴田英嗣（アンタッチャブル） |                              |
| #20 | 5月26日        | 50万円高額壺を鹿児島から東京まで運べ                 | 柴田英嗣（アンタッチャブル） |                              |
| #21 | 6月2日         | 50万円高額壺を鹿児島から東京まで運べ                 | 柴田英嗣（アンタッチャブル） |                              |
| #22 | 6月9日         | 日本縦断!佐賀の名水を北海道まで運べ                  | 河本準一（次長課長）         |                              |
| #23 | 6月16日        | 日本縦断!佐賀の名水を北海道まで運べ                  | 河本準一（次長課長）         |                              |
| #24 | 6月23日        | 日本縦断!佐賀の名水を北海道まで運べ                  | 河本準一（次長課長）         |                              |
| #25 | 6月30日        | 日本縦断!佐賀の名水を北海道まで運べ                  | 河本準一（次長課長）         |                              |
| #26 | 7月7日         | 長崎から東京のボウリング場までボウリングの球を運べ   | 庄司智春（品川庄司）         |                              |
| #27 | 7月13日        | 長崎から東京のボウリング場までボウリングの球を運べ   | 庄司智春（品川庄司）         |                              |
| #28 | 8月4日         | 長崎から東京のボウリング場までボウリングの球を運べ   | 庄司智春（品川庄司）         |                              |
| #29 | 8月11日        | 長崎から東京のボウリング場までボウリングの球を運べ   | 庄司智春（品川庄司）         |                              |
| #30 | 8月18日        | 西洋甲冑を着て700km離れた武器屋に返却せよ            | 柴田英嗣（アンタッチャブル） |                              |
| #31 | 8月25日        | 西洋甲冑を着て700km離れた武器屋に返却せよ            | 柴田英嗣（アンタッチャブル） |                              |
| #32 | 9月1日         | 西洋甲冑を着て700km離れた武器屋に返却せよ            | 柴田英嗣（アンタッチャブル） |                              |
| #33 | 9月8日         | 顔ハメパネルを元あった場所に返却せよ                 | 加藤歩（ザブングル）         |                              |
| #34 | 9月15日        | 顔ハメパネルを元あった場所に返却せよ                 | 加藤歩（ザブングル）         |                              |
| #35 | 9月22日        | 名水をブレンドし究極のかき氷を作れ                   | 河本準一（次長課長）         |                              |
| #36 | 9月29日        | 名水をブレンドし究極のかき氷を作れ                   | 河本準一（次長課長）         |                              |

## 配信リスト
| 回  | 放送日         | 内容                                                                                    | リベンジャー                                             |
| --- | -------------- | --------------------------------------------------------------------------------------- | -------------------------------------------------------- |
| #01 | 2018年 6月3日  | シンバルを持ったまま北海道へヒッチハイクの旅                                            | 河本準一（次長課長） ロン・モンロウ                      |
| #02 | 7月29日        | 埼玉から北海道まで50円玉40kg分を持ったままヒッチハイクの旅                              | 河本準一（次長課長） ロン・モンロウ                      |
| #03 | 10月7日        | 日本の中心から最西端へ1000歩以内で行け                                                  | 河本準一（次長課長） ロン・モンロウ                      |
| #04 | 10月21日       | 日本の中心から最西端へ1000歩以内で行け（後編）                                          | 河本準一（次長課長） ロン・モンロウ                      |
| #05 | 11月4日        | 日本の中心から最西端へ1000歩以内で行け（後々編）                                        | 河本準一（次長課長） ロン・モンロウ                      |
| #06 | 11月18日       | 街行く人と服を交換!1ポーズ2万円!人気コスプレイヤーと行く、東京コスプレマラソン!（前編） | 河本準一（次長課長） 赤木クロ                            |
| #07 | 12月2日        | 街行く人と服を交換!1ポーズ2万円!人気コスプレイヤーと行く、東京コスプレマラソン!（中編） | 河本準一（次長課長） とみこ                              |
| #08 | 12月16日       | 街行く人と服を交換!1ポーズ2万円!人気コスプレイヤーと行く、東京コスプレマラソン!（後編） | 河本準一（次長課長） 立花はる                            |
| #09 | 2019年 1月13日 | 無音禁止!しゃべり続けながら山手線一周せよ。（前編）                                     | 河本準一（次長課長） 徳井青空 関智一 エリカ              |
| #10 | 1月27日        | 無音禁止!しゃべり続けながら山手線一周せよ。（後編）                                     | 河本準一（次長課長） エリカ JULIA 富士葵（Ｖチューバー） |

## ネット局
| 放送対象地域 | 放送局                | 系列           | 放送時間                     | 放送開始日    | ネット状況 | 脚注   |
| ------------ | --------------------- | -------------- | ---------------------------- | ------------- | ---------- | ------ |
| 関東広域圏   | テレビ朝日（EX）      | テレビ朝日系列 | 金曜 1:56 - 2:21（木曜深夜） | 2017年1月15日 | 制作局     | [ 13 ] |
| 沖縄県       | 琉球朝日放送（QAB）   | テレビ朝日系列 | 金曜 1:45 - 2:15（木曜深夜） | 2017年2月24日 | 遅れネット |        |
| 中京広域圏   | メ〜テレ（NBN）       | テレビ朝日系列 | 水曜 1:25 - 1:57（火曜深夜） | 2017年4月5日  | 遅れネット |        |
| 青森県       | 青森朝日放送（ABA）   | テレビ朝日系列 | 水曜 0:45 - 1:10（火曜深夜） | 2017年4月19日 | 遅れネット |        |
| 岩手県       | 岩手朝日テレビ（IAT） | テレビ朝日系列 | 金曜 0:50 - 1:15（木曜深夜） | 2017年4月21日 | 遅れネット | [ 14 ] |
| 山形県       | 山形テレビ（YTS）     | テレビ朝日系列 | 日曜 0:30 - 1:00（土曜深夜） | 2017年4月23日 | 遅れネット |        |
| 山口県       | 山口朝日放送（yab）   | テレビ朝日系列 | 火曜 0:45 - 1:11（月曜深夜） | 2017年5月2日  | 遅れネット |        |

## スタッフ
- ナレーション：野田圭一
- 構成：北本かつら、松本健一、渡辺佑欣
- カメラ：渡辺敬太
- 美術：柴田岳
- 編集：森岡佑次、竹内美穂（週替わり）
- MA：加々見信吾
- 音効：斉藤信之
- TK：池田真梨絵
- CG：岩澤新平
- 技術協力：麻布プラザ
- 編成：沼田真明
- 宣伝：高橋彩
- コンテンツビジネス：里見諒
- デスク：佐藤まゆみ
- リサーチ：入江規允、吉田浩
- ディレクター：藤本達也 / 大保大輔、田中宏明（週替わり）
- AP：今井真木子
- プロデューサー：甲斐康道（毎週）、纐纈勇人（ドラゴンエンタテインメント）、瓜生夏美・藤井貴代美（ピコパンチ）、大森亮平（LDL）（週替わり）
- ゼネラルプロデューサー：山下浩司
- 制作協力：ドラゴンエンタテインメント、ピコパンチ、LDL（週替わり）
- 製作著作：テレビ朝日

### 過去のスタッフ
- 編成：大松宏樹
- 宣伝：石田みう